# 나이아가라 대학교

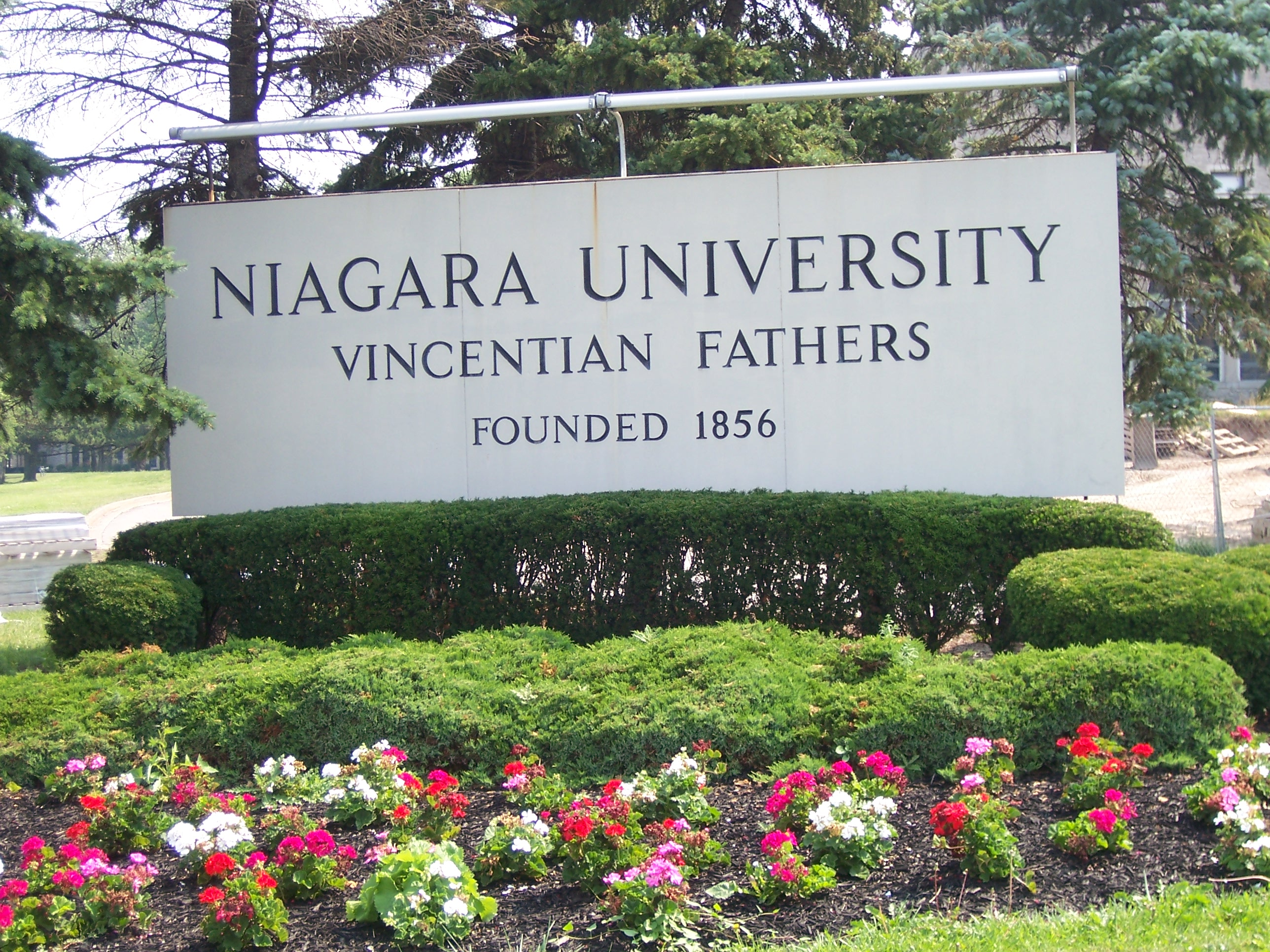

나이아가라 대학교(Niagara University)는 미국 뉴욕주 루이스턴에 위치한 가톨릭계 대학교이다.